# Агаларов, Гасан-бек
Гасан-бек Агаларов (азерб. Həsən bəy Ağalarov) — российский военный деятель азербайджанского происхождения, генерал-лейтенант. Гасан-бек Агаларов стал первым азербайджанцем, награждённым орденом Св. Георгия непосредственно в ходе военных действий (отличился в сражении при Дебрецене 21 июля 1849 года при подавлении Венгерского восстания 1848—1849 годов).

## Биография

Портрет Гасан-бека Агаларова. Худ. К. К. Каневский, Варшава, 1856 г., Музей истории Азербайджана.

Гасан-бек Агаларов родился в 1812 году в Тифлисе в знатной семье. Общее образование получил в Тифлисской гимназии. В службу вступил в 1834 году в Закавказский конно-мусульманский полк.
В составе командированного в Варшаву в ноябре 1834 года Закавказского конно-мусульманского полка наряду с штабс-капитаном Куткашенским Исмаил-беком, поручиком Бакихановым Джафар Кули Ага (младший брат Аббаскули-ага Бакиханова), был и прапорщик (в чине с 8 октября 1835 года) Гасан-бек Агаларов.
В 1840 году штабс-капитан Гасан-бек Агаларов за отличную службу был удостоен Ордена Святого Станислава III степени. В 1849 году Закавказский конно-мусульманский полк в боях за Дебрецен при подавлении Венгерского восстания разгромил венгерских повстанцев и завладел четырьмя пушками противника. За этот бой полк был удостоен Георгиевского знамени. За оказанную в бою отвагу помощник командира полка полковник Гасан-бек Агаларов 28 августа 1849 года был награждён орденом Святого Георгия IV степени (№ 8147 по кавалерскому списку Григоровича — Степанова).
Из наградного представления главнокомандующего Действующей армией генерал-фельдмаршала Паскевича:
в сражении с мятежными Венграми при г. Дебречине, 21 Июля 1849 г., находясь с тремя сотнями Закавказского Конно-Мусульманского полка на левом фланге, при произведённой атаке с особенным самоотвержением бросился на неприятельскую пехоту и уничтожил её совершенно, причём отбил первые два орудия и зарядный ящик; затем, преследуя неприятеля через город, взял 300 пленных и весь обоз
В 1852 году полковник Гасан-бек Агаларов был назначен командиром Закавказского конно-мусульманского полка.
17 апреля 1857 года был произведён в генерал-майоры, с состоянием при Отдельном Кавказском корпусе. 8 ноября 1877 года «За отличие в делах против неприятеля» Гасан-бек Агаларов был произведён в генерал-лейтенанты, с состоянием при Кавказской армии.
Агаларов вёл дружбу со многими видными представителями Тифлиса. Среди них генерал Исрафил-бек Едигаров, генерал Исмаил-бек Куткашенский, переводчик и советник наместника Агабек Агаларов, драматург Мирза Фатали Ахундов и поэт Касым-бек Закир, которому генерал помог, когда тот был сослан. Сам поэт в одном из своих произведений (на азерб.) вспоминает Агаларова как доброго человека и храброго воина:

Həvadisi-dövran gərdişi-fələk,

Salmışdı binəyə kəbki yepələk:

Tülək tərlan kimi, qafil Həsən bəy,

Şığıyıb çənginə götürdü bayaq.

## Награды
Среди прочих наград Агаларов имел ордена:
Российские:
- Орден Святого Станислава 3-й степени (1840)
- Орден Святого Георгия 4-й степени (1849)
- Орден Святого Владимира 3-й степени (1860)
- Орден Святого Станислава 1-й степени для мусульман установленный (1863)
- Орден Святой Анны 1-й степени для мусульман установленный (1871)
- Орден Святого Владимира 2-й степени с мечами (1878)

Иностранные:
- Австрийский орден Железной короны 2-й степени (1850)
- Австрийский орден Леопольда 2 степени (1853)
- Прусский орден Красного орла 3-й степени (1853)

## Семья
Гасан-бек Агаларов был женат на Бике-ага Ахмед-хан кызы Джеваншир. У него был сын Давуд-ага и дочь Мария-ханым. Потомками его рода являются известный советский боксёр, Заслуженный мастер спорта СССР, Заслуженный тренер СССР Аббас Агаларов и его брат оперный вокалист, Народный артист СССР Идрис Агаларов.